# Out of Sight (album James Brown)
| Recensione | Giudizio |
| ---------- | -------- |
| AllMusic   |          |

Out of Sight è il decimo album in studio del cantante statunitense James Brown, pubblicato nel 1964.

## Tracce
1. Out of Sight – 2:22
2. Come Rain or Come Shine – 2:51
3. Good Rockin' Tonight – 2:30
4. Till Then – 2:41
5. Nature Boy – 2:41
6. I Wanna Be Around (featuring New York Studio Orchestra & Chorus) – 2:23
7. I Got You (I Feel Good) – 2:27
8. Maybe the Last Time – 2:56
9. Mona Lisa – 1:57
10. I Loves You Porgy – 2:33
11. Only You – 2:50
12. Somethin' Else – 6:33